# درجة طب الأسنان
الدرجات المهنية في طب الأسنان يتم تقديمها من قبل مدارس طب الأسنان في مختلف البلدان حول العالم.

## الدرجات العلمية
جميع الدرجات المذكورة في هذا القسم معترف بها في جميع أنحاء العالم وتعتبر مكافئة على الرغم من اختلاف العناوين. هم:

### بكالوريوس
- بكالوريوس في جراحة الأسنان (BDS)
- درجة البكالوريوس في طب الأسنان (BDS)
- بكالوريوس طب الأسنان (BDent)
- بكالوريوس في علوم طب الأسنان (BDSc)

- بكالوريوس العلوم في طب الأسنان (BScD)
- بكالوريوس الطب في طب الأسنان (BDS)
- بكالوريوس طب الأسنان الجراحي(BChD)

### ماجستير
- ماجستير العلوم (MS or MSc)
- ماجستير العلوم في طب الأسنان (MSD أو MScD)
- ماجستير العلوم الطبية (MMSc)
- ماجستير طب الأسنان (MDent)
- ماجستير في جراحة الأسنان (MDS)
- ماجستير في علوم طب الأسنان (MDentSci)
- ماجستير في طب الأسنان (MS)
- ماجستير في طب الأسنان السريري (MCS)
- ماجستير في طب الأسنان (MSM)

### دكتوراه
- دكتور في جراحة الأسنان (DDS)
- دكتوراه في طب الأسنان (DMD)
- دكتوراه في طب الأسنان السريري (DClinDent)
- دكتوراه في علوم طب الأسنان (DDSc)
- دكتوراه العلوم في طب الأسنان (DScD)
- دكتوراه في العلوم الطبية (DMSc)
- دكتور في طب الأسنان (DDent)
- دكتوراه في الفلسفة في طب الأسنان (PhD)

### الشهادات
في بعض الجامعات، وخاصة في الولايات المتحدة، تمنح بعض برامج الدراسات العليا شهادات فقط.
- شهادة، جي بي آر/إيجد/ألم الفم والوجه[1]
- شهادة، التخدير/أمراض الفم والوجه والفكين/علاج جذور الأسنان/التعويضات السنية/اللثة/تقويم الأسنان/صحة الأسنان العامة/طب أسنان الأطفال/أومز (برامج تخصصية معترف بها من قبل الجمعية الأمريكية لطب الأسنان)
- شهادة، دي ام تي دي [2]

### الكومنويلث بعد المرشحين
في دول الكومنولث، تمنح الكليات الملكية لطب الأسنان (Faculty of Dentistry of the College) أسماء المرشحين بعد الانتهاء من سلسلة من الاختبارات.
- زميل كلية الطب في جراحة الأسنان، كلية الطب الوطنية للدراسات العليا في نيجيريا
- زميل كلية غرب أفريقيا للجراحين، كلية غرب أفريقيا للجراحين
- زميل جراحة الأسنان بالكلية الملكية للجراحين
- عضوية كلية جراحة الأسنان بالكلية الملكية للأطباء والجراحين في غلاسكو
- عضوية كلية جراحة الأسنان في الكلية الملكية للجراحين
- زميل الكلية الملكية الأسترالية لجراحي الأسنان
- عضوية الكلية الملكية الأسترالية لجراحي الأسنان
- عضوية في تقويم الأسنان، الكلية الملكية للجراحين (مورث آر سي إس)
- زميل الكلية الملكية لأطباء الأسنان في كندا
- عضو الكلية الملكية لأطباء الأسنان في كندا
- زميل كلية جراحي الأسنان في هونغ كونغ
- عضو في كلية جراحي الأسنان في هونغ كونغ
- زميل كلية الأطباء والجراحين، بنغلاديش
- زميل كلية الأطباء والجراحين، باكستان
- رخصة جراحة الأسنان، الكلية الملكية للجراحين (L.D.S. (Eng.)).[3]

في الولايات المتحدة، يحصل معظم أخصائيي طب الأسنان على شهادة البورد من خلال إكمال سلسلة من الاختبارات الكتابية والشفوية مع المجالس المناسبة. على سبيل المثال. دبلوم، المجلس الأمريكي لطب اللثة.
كل يؤهل تماما حامل لممارسة طب الأسنان في الولاية القضائية التي تم تقديم الدرجة فيها على الأقل، بافتراض استيفاء متطلبات ترخيص الحكومة المحلية والاتحادية.

## أوقيانوسيا

### أستراليا
يوجد في أستراليا تسع مدارس لطب الأسنان:
- جامعة سيدني نيو ساوث ويلز
- جامعة تشارلز ستورت، نيو ساوث ويلز*
- جامعة جريفيث، كوينزلاند*
- جامعة كوينزلاند، كوينزلاند
- جامعة جيمس كوك، كوينزلاند*
- جامعة أديلايد
- جامعة لا تروب*
- جامعة ملبورن
- جامعة غرب أستراليا

(*) تشير إلى برامج طب الأسنان الجامعية الجديدة التي فتحت بهدف زيادة عدد طلاب طب الأسنان في المناطق الريفية الذين يدخلون ويعودون إلى الممارسة الريفية. كانت جامعات "الحجر الرملي" التقليدية هي سيدني وملبورن وكوينزلاند وأديلايد وأستراليا الغربية.
تحولت سيدني (اعتبارا من عام 2001) وملبورن (اعتبارا من عام 2010) وأستراليا الغربية (اعتبارا من عام 2013) إلى برنامج الدراسات العليا لمدة 4 سنوات والذي يتطلب درجة البكالوريوس السابقة للقبول.
يتوفر التدريب بعد التخرج في جميع تخصصات طب الأسنان. الدرجات الممنوحة تستخدم ليكون ماجستير في جراحة الأسنان/العلوم (MBDS/ اMBDSc)، ولكن في الآونة الأخيرة تغيرت إلى الدكتوراه في طب الأسنان السريري (DClinDent).

### نيوزيلندا
يوجد في نيوزيلندا مدرسة طب أسنان واحدة فقط:
- جامعة أوتاجو، دنيدن

تمنح كلية طب الأسنان بكالوريوس جراحة الأسنان وماجستير طب الأسنان المجتمعي للصحة العامة وطب الأسنان المجتمعي، والدكتوراه في طب الأسنان السريري لتخصصات طب الأسنان الأخرى.
الهيئة المسؤولة عن تسجيل ممارسي طب الأسنان هي مجلس طب الأسنان في نيوزيلندا (دكنز).

### الاعتراف المتبادل عبر تاسمان
تعترف كل من أستراليا ونيوزيلندا بالمؤهلات التعليمية والمهنية وتمنح التراخيص المهنية من خلال المعاملة بالمثل المماثلة للولايات المتحدة وكندا.

### المجلس العام لطب الأسنان في المملكة المتحدة
المملكة المتحدة المجلس العام لطب الأسنان تم الاعتراف بمؤهلات طب الأسنان الأسترالية والنيوزيلندية كدرجة قابلة للتسجيل حتى عام 2000. الخريجين الذين تقدموا بطلبات لتسجيل رخصة طب الأسنان في المملكة المتحدة لديها الآن للجلوس امتحان التسجيل في الخارج، امتحان من ثلاثة أجزاء.

### التسجيل الكندي
لدى أستراليا وكندا اتفاقية اعتماد متبادلة، والتي تسمح لخريجي مدارس طب الأسنان الكندية أو الأسترالية بالتسجيل في أي من البلدين. ومع ذلك، فإن هذا ينطبق فقط على خريجي فصل 2011 ولا ينطبق على خريجي السنوات السابقة.

### الكلية الملكية الأسترالية لجراحي الأسنان
الكلية الملكية الأسترالية لجراحي الأسنان هي هيئة للدراسات العليا تركز على التدريب بعد التخرج للممارسين العامين وأطباء الأسنان المتخصصين. يمكن الحصول على مؤهلات الدراسات العليا الإضافية من خلال الكلية بعد أن يكمل المرشح الامتحان الأساسي (امتحان العلوم الأساسية في علم التشريح، علم الأنسجة، علم وظائف الأعضاء، الكيمياء الحيوية، علم الأمراض وعلم الأحياء الدقيقة) والامتحان النهائي (clinical subjects in dentistry). بعد الانتهاء بنجاح من الامتحانات وتلبية متطلبات الكلية، يتم منح المرشح لقب زميل الكلية الملكية الأسترالية لجراحي الأسنان (FRACDS). بالنسبة لأخصائيي طب الأسنان، فإن مسار الامتحان مشابه (Primary Examinations) ومن ثم الامتحانات السريرية/الشفوية قبل الانتهاء من التدريب المتخصص يؤدي إلى منح لقب عضو الكلية الملكية الأسترالية لجراحي الأسنان في تيار ميداني خاص (MRACDS (SFS. لأطباء الأسنان الممارس العام مشغول، مراكBDS في تيار العام هو متاح أيضا.

## بنغلاديش
يدعى التخرج في طب الأسنان هنا كما بكالوريوس في جراحة الأسنان (BBDS) أيضا دبلوم في طب الأسنان. في الوقت الحاضر هناك ثلاث جامعات لديها كلية الطب التي تقدم درجات طب الأسنان: جامعة دكا، وجامعة شيتاغونغ، وجامعة راجشاهي، والدبلومات أيضا من قبل كلية الطب الحكومية. هذه الجامعات العامة لديها كليات طب الأسنان والمستشفيات التي قد تكون ممولة من القطاع العام أو الخاص، والتي تقدم التعليم للحصول على درجة. قائمة مدرسة الأسنان يشمل توفير تعليم الدراسات العليا/الدبلوم في طب الأسنان ما يلي:

### قائمة كليات طب الأسنان البنغلاديشية
الكليات التابعة ل جامعة دكا:
1. كلية دكا لطب الأسنان، دكا
2. كلية الشهيد السهروردي الطبية وحدة طب الأسنان، دكا.
3. كلية السير سليم الله الطبية وحدة طب الأسنان، دكا.
4. كلية ميمنسينغ الطبية وحدة طب الأسنان، ميمنسينغ.
5. كلية ماج عثماني الطبية وحدة طب الأسنان، سيلهيت.
6. شير ه البنغالية كلية الطب وحدة طب الأسنان، باريسال.
7. كلية ومستشفى بايونير لطب الأسنان
8. كلية بنغلاديش لطب الأسنان
9. كلية سيتي لطب الأسنان
10. كلية طب الأسنان الجامعية
11. كلية سابورو لطب الأسنان
12. وحدة طب الأسنان في كلية هولي فاميلي ريد كريسكت الطبية، دكا.
13. تحديث كلية طب الأسنان والمستشفى
14. كلية ماركس لطب الأسنان
15. كلية سافينا لطب الأسنان النسائية
16. كلية ماندي لطب الأسنان

الكليات التابعة ل جامعة شيتاغونغ:
1. كلية الطب شيتاغونغ وحدة طب الأسنان.
2. كلية شيتاغونغ الدولية لطب الأسنان

الكليات التابعة لجامعة راجشاهي :
1. كلية راجشاهي الطبية وحدة طب الأسنان
2. كلية رانجبور الطبية وحدة طب الأسنان
3. كلية رانجبور لطب الأسنان
4. كلية عديان لطب الأسنان

وحدة طب الأسنان

### طب الأسنان بعد التخرج في بنغلاديش
في الوقت الحاضر، توجد درجات الدراسات العليا في طب الأسنان المتخصص في التخصصات السريرية الأربعة الرئيسية:
- تقويم الأسنان وجراحة العظام
- جراحة الفم والوجه والفكين
- طب الأسنان المحافظ وعلاج جذور الأسنان
- التعويضات السنية

الفبس (FCPS)، الأمر الذي يتطلب أربع سنوات من التدريب الإقامة، وتمنح من قبل كلية بنغلاديش للأطباء والجراحين. تعتبر أرقى درجة متخصصة في طب الأسنان في الوقت الحاضر. أيضا، يتم منح درجات الماجستير في جراحة الفم والوجه والفكين والتعويضات السنية وطب الأسنان المحافظ وعلاج جذور الأسنان وتقويم الأسنان من قبل جامعة دكا. مؤخرا جدا، كما بدأت درجات الماجستير في طب أسنان الأطفال في جامعة بانجاباندو الشيخ مجيب الطبية بدأت الدفعة الأولى منها في عام 2016.

### قائمة كليات طب الأسنان الدبلومة البنغلاديشية
1. معهد التكنولوجيا الصحية-دكا
2. معهد التكنولوجيا الصحية-شيتاغونغ
3. معهد التكنولوجيا الصحية-راجشاهي
4. معهد التكنولوجيا الصحية-رانجبور
5. معهد التكنولوجيا الصحية-سيلهيت
6. معهد التكنولوجيا الصحية-جنيدة
7. معهد التكنولوجيا الصحية-بوريسال
8. معهد التكنولوجيا الصحية-بوغورا
9. معهد ماركس للتكنولوجيا الطبية-دكا

## كندا
هناك عشر مدارس طب أسنان معتمدة في كندا:
- جامعة تورنتو (1868) [BDS.]
- جامعة ماكجيل (1905) [DMD.]
- جامعة مونترال (1905) [دكتوراه في الطب]
- جامعة دالهوزي (1908) [BDS.]
- جامعة ألبرتا (1923) [BDS.]
- جامعة مانيتوبا (1958) [DMD.]
- جامعة كولومبيا البريطانية (1964) [دكتوراه في الطب.]
- جامعة ويسترن أونتاريو (1966) [BDS.]
- جامعة ساسكاتشوان (1968) [دكتوراه في الطب.]
- جامعة لافال (1971) [DMD.]

تقدم العديد من الجامعات في كندا درجة BDS، بما في ذلك جامعة تورنتو، جامعة ويسترن أونتاريو، جامعة ألبرتا، و جامعة دالهوزي، بينما تقدم مدارس طب الأسنان الكندية المتبقية درجة الدكتوراه في طب الأسنان لخريجيها.
يمكن الحصول على مؤهلات إضافية من خلال الكلية الملكية لأطباء الأسنان في كندا، التي تدير فحوصات لأخصائيي الأسنان المؤهلين كجزء من طب الأسنان المهنة في كندا. ومن المعروف أن الامتحانات الحالية باسم امتحان التخصص الوطني لطب الأسنان. قد يؤدي الإكمال الناجح إلى الزمالة في الكلية (ج) ويمكن استخدامها لأغراض التسجيل المحافظات.
كندا لديها اتفاقية اعتماد متبادلة مع أستراليا وأيرلندا والولايات المتحدة، والتي تعترف بتدريب طب الأسنان لخريجي مدارس طب الأسنان الكندية. غالبا ما يتطلب الحصول على ترخيص للعمل في أي من البلدان الثلاثة الأخرى خطوات إضافية، مثل إكمال اختبارات المجلس الوطني بنجاح والوفاء بمتطلبات الهيئات الإدارية المحلية.

## الصين
يوجد في الصين العديد من الجامعات التي تدرس درجات طب الأسنان على مستوى البكالوريوس والدراسات العليا. قامت الجامعات الصينية بتكييف برامج الدرجات الأمريكية والأوروبية. درجة البكالوريوس هي بكالوريوس الطب مع تخصص في طب الأسنان أو جراحة الأسنان، ودرجة الدراسات العليا هي ماجستير الطب في طب الأسنان (بالصينية: 口腔医学硕士). مؤخرا، الصين لديها اسم جديد لدرجة الماجستير كما ماجستير في طب الأسنان ام سي ام). تم تقديم سوق الرجال الذين يمارسون الجنس مع الرجال من قبل الجامعات الصينية من الدرجة الأولى. يتضمن هذا البرنامج منهجا شاملا لإنتاج خريجين لديهم معرفة واسعة في التخصصات المعنية، ومهارات في الممارسة السريرية، وإمكانات البحث. الفروع الأخرى لطب الأسنان لا تزال هي نفسها الجامعات الأمريكية.

## فنلندا
في فنلندا، يتم التعليم في طب الأسنان من خلال دورة ترخيص طب الأسنان لمدة 5.5 سنوات، والتي يتم تقديمها بعد التخرج من المدرسة الثانوية. يتم التطبيق من خلال فحص دخول كلية طب الأسنان والطب الوطني المشترك. اعتبارا من عام 2011، يتم توفير طب الأسنان من قبل كليات الطب في أربع جامعات:
- جامعة هلسنكي
- جامعة توركو
- جامعة أولو
- جامعة شرق فنلندا، حرم كوبيو الجامعي

تبدأ المرحلة الأولى من التدريب بتدريب موحد قبل سريري لمدة عامين لأطباء الأسنان والأطباء. يتم استخدام التعلم القائم على حل المشكلات اعتمادا على الجامعة. السنة الثالثة-الخريف يتكون من كلينيكو، المرحلة النظرية في علم الأمراض، علم الوراثة، الأشعة والصحة العامة، ويتم دمجها جزئيا مع المرحلة الثانية للأطباء. تستمر المرحلة الثالثة من التدريب السريري للسنوات الثلاث المتبقية وتشمل فترات الاستدعاء في مركز الصدمات بمستشفى الجامعة المركزي، وعيادة أمراض الفم والوجه والفكين، وعيادة الأطفال. يتأهل المرشحون الذين أكملوا السنة الرابعة من التدريب بنجاح للحصول على دورة صيفية مدفوعة الأجر في مركز صحة المجتمع من اختيارهم. المدخول السنوي لأطباء الأسنان في كليات الطب هو ما مجموعه 160 طالبا وطنيا.
دكتوراه في الفلسفة (PhD) يتم تشجيع البحث بقوة إلى جانب التدريب بعد التخرج، والذي يتوفر في جميع الجامعات الأربع ويستمر لمدة 3-6 سنوات إضافية. ابتداء من عام 2014، قدمت جامعة هلسنكي نظاما جديدا لتدريب الدكتوراه. في هذا النظام الجديد، ينتمي جميع مرشحي الدكتوراه إلى برنامج الدكتوراه داخل مدرسة الدكتوراه. فيندوس هلسنكي-برنامج الدكتوراه في العلوم الشفوية-هو برنامج في كلية الدكتوراه في العلوم الصحية.
11 برامج الدراسات العليا هي:
- طب الأسنان السريري:
  - اللثة
  - طب الأسنان وطب الأسنان الوقائي
  - علم أمراض القلب وطب الأسنان
  - علم التعويضات وعلم وظائف الأعضاء الفموية

- طب الأسنان التشخيصي:
  - أمراض الفم والوجه والفكين
  - أشعة الفم والوجه والفكين
  - طب الفم والوجه والفكين
  - علم الأحياء الدقيقة السريري الفموي (يبدأ في عام 2014)[5]

- أخرى:
  - تقويم الأسنان
  - جراحة الفم والوجه والفكين
  - الصحة العامة عن طريق الفم

## الهند
في الهند، يتم التدريب في طب الأسنان من خلال دورة البكالوريوس في جراحة الأسنان لمدة خمس سنوات، والتي تشمل أربع سنوات من الدراسة تليها سنة واحدة من التدريب. اعتبارا من عام 2019، كانت 310 كلية (40 تديرها الحكومة و 292 في القطاع الخاص) تقدم تعليم طب الأسنان. هذا يرقى إلى كمية سنوية من خريجي 33500.
ماجستير الدراسات العليا لمدة ثلاث سنوات بدوام كامل في جراحة الأسنان (ام BDS) هو أعلى درجة في طب الأسنان تمنح في الهند، ويتم منح حامليها كمستشارين في واحدة من هذه التخصصات:
- التعويضات السنية (التعويضات السنية الثابتة والقابلة للإزالة والوجه والفكين والزرع)
- أمراض اللثة
- جراحة الفم والوجه والفكين
- طب الأسنان المحافظ وعلاج جذور الأسنان
- تقويم الأسنان وجراحة تقويم الأسنان
- أمراض الفم وعلم الأحياء الدقيقة
- طب الأسنان المجتمعي
- طب أسنان الأطفال وطب الأسنان الوقائي
- تشخيص طب الفم والأشعة
- ماجستير في طب الأسنان الصحة العامة

تمنح العديد من الجامعات درجات بي دي إس، بما في ذلك جامعة شيفيلد، وجامعة بريستول، وبارتس، وكلية لندن للطب وطب الأسنان، وجامعة برمنغهام، وجامعة ليفربول، وجامعة مانشستر، وجامعة غلاسكو، وجامعة دندي، وجامعة أبردين، وكلية كينجز كوليدج لندن، وجامعة كارديف، وجامعة نيوكاسل، وجامعة كوينز بلفاست، وجامعة سنترال لانكشاير، وكلية بينينسولا للطب وطب الأسنان.

## المملكة المتحدة وأيرلندا
في جمهورية أيرلندا، تمنح كلية كورك الجامعية درجات بي دي إس و كلية ترينيتي دبلن جوائز بدنتسك درجات.
تمنح جامعة ليدز درجتي البكالوريوس والماجستير في جراحة الأسنان.
الكلية الملكية للجراحين في إنجلترا، ادنبره، غلاسكو، و أيرلندا منح درجة البكالوريوس (رخصة/ليسانس في جراحة الأسنان).

## الولايات المتحدة
في الولايات المتحدة، يلزم قبول ثلاث سنوات على الأقل من التعليم الجامعي في كلية طب الأسنان؛ ومع ذلك، تتطلب معظم مدارس طب الأسنان ما لا يقل عن أ درجة البكالوريوس. لا يلزم وجود دورة دراسية معينة كطالب جامعي بخلاف إكمال الدورات "السابقة" المطلوبة، والتي تتضمن عموما سنة واحدة من العام علم الأحياء، الكيمياء، الكيمياء العضوية، الفيزياء، الإنجليزية، والرياضيات عالية المستوى مثل الإحصاءات وحساب التفاضل والتكامل. بعض مدارس طب الأسنان لديها متطلبات تتجاوز المتطلبات الأساسية مثل علم النفس، علم الاجتماع، الكيمياء الحيوية، التشريح، علم وظائف الأعضاء، إلخ. تتخصص غالبية الطلاب السابقين في العلوم، ولكن هذا ليس مطلوبا لأن بعض الطلاب يختارون التخصص في مجال غير متعلق بالعلوم.
بالإضافة إلى المتطلبات الأساسية، فإن اختبار قبول الأسنان، الاختيار من متعدد الفحص الموحد، مطلوب أيضا لطلاب طب الأسنان المحتملين. عادة ما يتم أخذ دات خلال فصل الربيع من السنة الأولى. تتطلب الغالبية العظمى من مدارس طب الأسنان مقابلة قبل منح القبول. تم تصميم المقابلة لتقييم الدافع والشخصية وشخصية مقدم الطلب.
بالنسبة لدورة التقديم 2009-2010، تقدم 11632 متقدما للقبول في مدارس طب الأسنان في الولايات المتحدة. تم قبول 4067 فقط في النهاية. كان متوسط طالب كلية طب الأسنان الذي دخل العام الدراسي في عام 2009 قد حصل على معدل تراكمي إجمالي قدره 3.54 ومعدل تراكمي علمي قدره 3.46. بالإضافة إلى ذلك، كان متوسط دات المتوسط الأكاديمي (أأ) 19.00، في حين أن دات اختبار القدرة الإدراكية (بات) كانت النتيجة 19.40.

### تعليم الأسنان والتدريب
تبلغ مدة كلية طب الأسنان أربع سنوات أكاديمية وتشبه في شكلها كلية الطب: سنتان من العلوم الطبية الأساسية وعلوم الأسنان، تليها سنتان من التدريب السريري (مع الدورات الدراسية التعليمية المستمرة). قبل التخرج، يجب على كل طالب طب الأسنان إكمال بنجاح المجلس الوطني فحص الأسنان الجزء الأول والثاني (يشار إليها عادة باسم نبد الأول والثاني). عادة ما يتم أخذ الجزء الأول من البرنامج في نهاية السنة الثانية بعد الانتهاء من غالبية الدورات التعليمية. يغطي الجزء الأول التشريح الإجمالي، الكيمياء الحيوية، علم وظائف الأعضاء، علم الأحياء الدقيقة، علم الأمراض، و تشريح الأسنان وانسداد. عادة ما يتم أخذ الجزء الثاني من نبد خلال فصل الشتاء من السنة الأخيرة من كلية طب الأسنان ويتكون من طب الأسنان المنطوق، علم الصيدلة، علاج جذور الأسنان، أمراض اللثة، جراحة الفم، السيطرة على الألم، التعويضات السنية، تقويم الأسنان، طب أسنان الأطفال، أمراض الفم، و الأشعة.
بعد التخرج، تذهب الغالبية العظمى من أطباء الأسنان الجدد مباشرة إلى الممارسة، بينما يدخل آخرون في برنامج الإقامة. تقوم بعض برامج الإقامة بتدريب أطباء الأسنان في طب الأسنان العام المتقدم مثل إقامات الممارسة العامة والتعليم المتقدم في إقامات طب الأسنان العام، والتي يشار إليها عادة باسم جي بي آر وإيجد. معظم جي بي آر و إيغد البرامج هي سنة واحدة في المدة، ولكن عدة هي سنتين طويلة أو توفير السنة الثانية اختياري. عادة ما تكون برامج جي بي آر تابعة للمستشفى، وبالتالي تتطلب من طبيب الأسنان علاج مجموعة متنوعة من المرضى بما في ذلك الصدمات والمرضى المصابين بأمراض خطيرة والمرضى المعرضين للخطر طبيا. بالإضافة إلى ذلك، تتطلب برامج جي بي آر من السكان التناوب عبر أقسام مختلفة داخل المستشفى، مثل التخدير والطب الباطني وطب الطوارئ، على سبيل المثال لا الحصر. عادة ما تكون برامج إيغد في بيئة مدرسة طب الأسنان حيث يتم التركيز على علاج الحالات المعقدة بطريقة شاملة.

#### درجة BDS مقابل DMD
في الولايات المتحدة، دكتوراه في جراحة الأسنان و دكتور في طب الأسنان هي الدكتوراه المهنية النهائية، والتي تؤهل المهنية للترخيص. وتعتبر BDS و DMD درجة ما يعادلها. الجمعية الأمريكية لطب الأسنان يحدد:
 
جامعة هارفارد كانت أول مدرسة طب أسنان تمنح درجة الدكتوراه في الطب. تمنح جامعة هارفارد درجات علمية باللغة اللاتينية فقط، والترجمة اللاتينية لـ دكتور في جراحة الأسنان، "تشيرورجيا دينتيوم دكتور"، لم تشارك الأحرف الأولى من" BDS " للمصطلح الإنجليزي. ثم تم النظر في درجة "علم الأسنان دكتوريس"، والتي من شأنها أن تترك الأحرف الأولى من BDS دون تغيير، ولكن تم رفضها على أساس أن طب الأسنان لم يكن علما." (ترتيب الكلمات في اللاتينية غير ثابت، فقط التصريفات؛ "طبيب الأسنان العلمي" = "طبيب الأسنان العلمي".) تمت استشارة عالم لاتيني. تقرر أخيرا أن يتم تعديل "ميديسينا دكتور" مع "دينتاريا". هذه هي الطريقة التي بدأ بها DMD، أو درجة "دكتور ميديسينا دينتاريا". (انعطاف المضاف - هل على "دكتور" بدلا من "دكتور" الاسمي يعكس ببساطة أن بناء الجملة على الدبلوم كان "درجة دكتور في طب الأسنان"؛ كلاهما صحيح.) التأكيد على أن "طب الأسنان ليس علما" عكس الرأي القائل بأن جراحة الأسنان كانت فنا مستنير بالعلم وليس العلم في حد ذاته- على الرغم من أن المكون العلمي لطب الأسنان معترف به اليوم في درجة دكتوراه في علوم الأسنان (BDS).
قامت مدارس طب الأسنان الأخرى بالتبديل إلى هذا الترميز، وفي عام 1989، منحت 23 مدرسة من أصل 66 مدرسة طب أسنان في أمريكا الشمالية شهادة الدكتوراه في طب الأسنان. لا يوجد فرق ذي مغزى بين DMD و BDS درجة، ويجب على جميع أطباء الأسنان تلبية نفس معايير الشهادات الوطنية والإقليمية لممارسة.
بعض كليات طب الأسنان البارزة الأخرى التي تمنح درجة DMD هي جامعة فلوريدا، جامعة ميدويسترن-إيل، جامعة ميدويسترن-أز، جامعة ساوث كارولينا الطبية، جامعة أوغوستا (كلية الطب سابقا في جورجيا)، جامعة كونيتيكت، جامعة ألاباما في برمنغهام، جامعة لويزفيل، جامعة بورتوريكو، جامعة روتجرز، جامعة تافتس، جامعة أوريغون للصحة والعلوم، جامعة بنسلفانيا، جامعة كيس ويسترن ريزيرف، جامعة إلينوي في شيكاغو، جامعة بوسطن، جامعة تمبل، جامعة ويسترن للعلوم الصحية، جامعة بيتسبرغ، جامعة نيفادا، لاس فيغاس، وجامعة شرق كارولينا.
وزارة التعليم الأمريكية المؤسسة الوطنية للعلوم لا تشمل BDS و DMD بين الدرجات التي تعادل الدكتوراه البحثية.

### امتحانات الترخيص
للممارسة، يجب على طبيب الأسنان اجتياز امتحان الترخيص الذي تديره دولة فردية أو منطقة أكثر شيوعا. تحتفظ حفنة من الولايات بفحوصات ترخيص طب الأسنان المستقلة، بينما تقبل الأغلبية امتحان المجلس الإقليمي. المجلس الإقليمي الشمالي الشرقي، المجلس الإقليمي الغربي، خدمة اختبار الأسنان الإقليمية المركزية، و وكالة الاختبار الإقليمية الجنوبية )الهيئة الفرعية للتنفيذ ومجلس وكالات الاختبار بين الولايات هي وكالات الاختبار الإقليمية الخمس التي تدير اختبارات الترخيص. بمجرد اجتياز الفحص، يجوز لطبيب الأسنان التقدم بطلب إلى الولايات الفردية التي تقبل اختبار المجلس الإقليمي الذي تم اجتيازه. تطلب كل ولاية من الممارسين المحتملين اجتياز امتحان الأخلاق، أيضا، قبل منح الترخيص. للحفاظ على رخصة طب الأسنان، يجب على الطبيب إكمال دورات تعليم الأسنان المستمر بشكل دوري (عادة سنويا). هذا يعزز الاستكشاف المستمر للمعرفة. كمية م المطلوبة يختلف من دولة إلى أخرى، ولكن عموما 10-25 م ساعة في السنة.
يمكن أن يتبع الانتهاء من درجة طب الأسنان إما مدخل إلى الممارسة الخاصة، أو مزيد من الدراسات العليا والتدريب، أو البحث والأكاديميين.

### تخصصات طب الأسنان في الولايات المتحدة
اثنا عشر تخصصات طب الأسنان معترف بها في الولايات المتحدة. يتطلب أن تصبح متخصصا أن يتدرب المرء في برنامج إقامة أو برنامج تدريب متقدم للخريجين. بمجرد الانتهاء من الإقامة، يتم منح الطبيب شهادة تدريب متخصص. العديد من البرامج المتخصصة لديها درجات متقدمة اختيارية أو مطلوبة مثل درجة الماجستير: (ماجستير، ام BDS، مسد، ام BDSc، ممسك، ماجستير، أو مدنت)، درجة الدكتوراه: (DClinDent، دشدنت، DMSc، دكتوراه)، أو شهادة طبية: (دكتوراه في الطب/بكالوريوس طب وجراحة محددة ل جراحة الوجه والفكين).
- التخدير: 3-4 سنوات[16]
- تقويم الأسنان: 2-3 سنوات
- علاج جذور الأسنان: 2-3 سنوات[17]
- جراحة الفم والوجه والفكين: 4-6 سنوات (وقت إضافي لبرامج منح درجة الماجستير/بكالوريوس طب وجراحة)
- أمراض اللثة: 3 سنوات[18]
- التعويضات السنية: 2-3 سنوات[19]
  - تركيبات الوجه والفكين 1 سنة (قد يختار أخصائي التعويضات السنية التخصص الفرعي في التعويضات السنية للوجه والفكين)
- أشعة الفم والوجه والفكين: 3 سنوات
- أمراض الفم والوجه والفكين: 3-5 سنوات
- طب الفم: 2-4 سنوات
- ألم الفم والوجه: 1-3 سنوات
- طب أسنان الأطفال: 2-3 سنوات[20][21]
- الصحة العامة للأسنان: 3 سنوات

يتم التعرف على ما يلي حاليا كتخصصات طب الأسنان في الولايات المتحدة بموجب البورد الأمريكي لتخصصات طب الأسنان:
- طب الفم: 2-4 سنوات
- ألم الفم والوجه: 1-3 سنوات
- زراعة الفم/زراعة الأسنان: سبع سنوات أو أكثر من الخبرة في ممارسة زراعة الأسنان وأكملوا ما لا يقل عن 75 حالة زرع. يجب على المتقدمين إكمال امتحان الجزء الأول والجزء الثاني بنجاح في غضون أربع سنوات
- مجلس طب الأسنان للتخدير: 3-4 سنوات

ما يلي غير معترف به حاليا كتخصصات طب الأسنان في الولايات المتحدة.
- طب الأسنان لذوي الاحتياجات الخاصة: 3 سنوات
- طب الأسنان الشيخوخة: يتراوح من دورة عطلة نهاية الأسبوع إلى دورة الماجستير لمدة سنتين اعتمادا على وكالة إصدار الشهادة.
- طب الأسنان التجميلي - يتراوح من دورة عطلة نهاية الأسبوع إلى دورة لمدة سنة اعتمادا على وكالة إصدار الشهادة.

يتم تعيين أطباء الأسنان الذين أكملوا برامج التدريب التخصصي المعتمدة في هذه المجالات للتسجيل (الولايات المتحدة "مجلس مؤهل") وتضمن الألقاب الحصرية مثل طبيب التخدير، تقويم الأسنان، جراح الفم والوجه والفكين، أخصائي اللبية، طبيب أسنان الأطفال، اللثة، أو التعويضات السنية على تلبية بعض المحلية (الولايات المتحدة "شهادة البورد")، (أستراليا/نيوزيلندي: "فراكBDS")، أو (كندا: "فركد(ج)") متطلبات التسجيل.

## روابط خارجية
- المجلس العام لطب الأسنان: مؤهلات طب الأسنان الأولية في المملكة المتحدة
- جمعية طب الأسنان للطلاب الأمريكيين-الترخيص من قبل الدولة نسخة محفوظة 8 أبريل 2017 على موقع واي باك مشين.